# Vaturu Dam
Vaturu Dam är en dammbyggnad i Fiji.   Den ligger i divisionen Västra divisionen, i den centrala delen av landet, 90 km nordväst om huvudstaden Suva. Vaturu Dam ligger 446 meter över havet.
Terrängen runt Vaturu Dam är kuperad. Runt Vaturu Dam är det ganska tätbefolkat, med 86 invånare per kvadratkilometer. I omgivningarna runt Vaturu Dam växer i huvudsak städsegrön lövskog.